# Manbuta angulata
Manbuta angulata là một loài bướm đêm trong họ Erebidae.